# Nova Hreblea, Zolotonoșa
Nova Hreblea (în ucraineană Нова Гребля) este un sat în comuna Șabelnîkî din raionul Zolotonoșa, regiunea Cerkasî, Ucraina.

## Demografie
Componența lingvistică a localității Nova Hreblea
     Ucraineană (95,29%)
     Rusă (4,45%)
     Alte limbi (0,26%)
Conform recensământului din 2001, majoritatea populației localității Nova Hreblea era vorbitoare de ucraineană (95,29%), existând în minoritate și vorbitori de rusă (4,45%).